# IZombie (fumetto)
iZOMBIE è una serie a fumetti creata da Chris Roberson (testi) e Mike Allred (disegni), pubblicata dalla DC Comics tramite l'etichetta Vertigo nel 2010.
Nel 2011 la serie ha ricevuto la candidatura come "Miglior nuova serie" all'Eisner Award.

## Trama
Gwen Dylan, nata Gwendolyn Price, è una becchina rediviva di Eugene, Oregon, che ha per amici Ellie, un fantasma degli anni sessanta, e Scott, un licantropo che si definisce "uomo-terrier".
Gwen può sembrare una ragazza normale, ma deve mangiare un cervello una volta al mese per evitare di perdere i suoi ricordi e la sua intelligenza; tuttavia, quando consuma un cervello, "eredita" parte dei pensieri della persona deceduta.

## Ideazione
I "mostri" di iZombie sono spiegati tramite i concetto di "oversoul" e "undersoul". L'oversoul (come in The Over Soul di Ralph Waldo Emerson) è «situata nel cervello, contiene pensieri, memorie e personalità», mentre l'undersoul (come nel poema Dark Brown di Michael McClure) è «situata nel cuore, contiene appetiti, emozioni e paure». Di conseguenza, i fantasmi sono oversoul senza corpo, i poltergeist sono undersoul senza corpo, i vampiri sono corpi senza undersoul (con fame per le emozioni) e gli zombie sono corpi senza oversoul. I redivivi, come Gwen, sono unici, poiché possiedono sia oversoul che undersoul. Queste due soul possono "infettare" i viventi, rendendoli posseduti o licantropi.
I personaggi della serie fecero il loro debutto in una storia breve all'interno del primo Halloween Annual della serie House of Mystery (2009).
La serie è ambientata in molti luoghi realmente esistenti nella zona di Eugene: il campus dell'University of Oregon, la Shelton McMurphey Johnson House, il McDonald Theater, Eugene City Hall, e Ya-Po-Ah Terrace. Sono inoltre presenti l'Oregon Convention Center e Oregon Zoo di Portland.
Il 1º aprile 2012, durante l'Emerald City Comicon, Allred annunciò che iZOMBIE si sarebbe conclusa con l'albo n. 28 nell'agosto dello stesso anno.

## Adattamenti
Nel novembre 2013, The CW ha ordinato un episodio pilota ai produttori Rob Thomas e Diane Ruggiero-Wright, che lo svilupparono come un procedural drama sovrannaturale. La serie televisiva iZombie venne annunciata per la stagione 2014-2015 da The CW l'8 maggio 2014, ma in seguito venne spostata per essere utilizzata come rimpiazzo durante la pausa di mezza stagione, debuttando il 17 marzo 2015.
Mike Allred ha ideato e disegnato la sigla iniziale della serie.